# Ioana Vrînceanu
Ioana Vrînceanu, née le 7 mars 1994 à Târgu Neamț, est une rameuse roumaine, vice-championne olympique en 2024.

## Carrière
Lors des Championnats du monde d'aviron 2017, elle fait partie de l'équipe de huit qui remporte la médaille d'or devant les Canadiennes et les Néo-Zélandaises.
Avec sa coéquipière Roxana Anghel, elle remporte la médaille d'argent en deux sans barreur avec un temps de  lors des Jeux olympiques d'été de 2024 derrière les Néerlandaises Ymkje Clevering et Veronique Meester.

## Palmarès

### Jeux olympiques
- Jeux olympiques de 2024 à Paris :
  -  médaille d'argent en deux sans barreur

### Championnats du monde
- Championnats du monde 2017 à Sarasota :
  -  médaille d'or en huit
- Championnats du monde 2022 à Račice :
  -  médaille d'or en huit
- Championnats du monde 2023 à Belgrade :
  -  médaille d'or en huit
  -  médaille d'argent en deux sans barreur

### Championnats d'Europe
- Championnats d'Europe 2017 à Račice :
  -  médaille d'or en huit
- Championnats d'Europe 2018 à Glasgow :
  -  médaille d'or en huit
- Championnats d'Europe 2019 à Lucerne :
  -  médaille d'argent en deux sans barreur
- Championnats d'Europe 2020 à Poznań :
  -  médaille d'or en huit
- Championnats d'Europe 2021 à Varèse :
  -  médaille d'or en huit
- Championnats d'Europe 2022 à Oberschleißheim :
  -  médaille d'or en huit
  -  médaille d'or en deux sans barreur
- Championnats d'Europe 2023 à Bled :
  -  médaille d'or en huit
  -  médaille d'or en deux sans barreur
- Championnats d'Europe 2024 à Szeged :
  -  médaille d'or en huit
  -  médaille d'or en deux sans barreur